# Zygina malavica
Zygina malavica är en insektsart som beskrevs av Dlabola 1994. Zygina malavica ingår i släktet Zygina och familjen dvärgstritar. Inga underarter finns listade i Catalogue of Life.